# Henri Delaage
Henri Delaage (1825 – 1882. július 14.) francia okkultista, martinista, író, újságíró. Jean-Antoine Chaptal kémikus unokája volt.

## Élete
Újságíróként tevékenykedett, majd a Francia Haditengerészeti Minisztériumban foglalt el köztisztviselői állást. Szenvedélyesen érdeklődött az okkultizmus iránt és hevesen védelmébe vette a "magnetizmust", melyet az emberek hithez való visszatérítésének egy módjának tartott. Aktív martinista és szabadkőműves volt. Gérard Encausse (Papus) állítása szerint Delaage avatta be Louis-Claude de Saint-Martin tanításaiba. 1882 januárjában hunyt el.

## Művei
- Initiation aux mystères du magnétisme (1847)
- Le monde occulte ou Mystères du magnétisme (1851)
- L'éternité dévoilée, ou Vie future des âmes après la mort (1854)
- Le Sommeil magnétique (1857)
- La Science du vrai ou les Mystères de l'initiation, de la vie, de l'amour, de l'éternité et de la religion dévoilés (1882)